# 牂牁郡
牂牁郡（しょうか(そうか)-ぐん）は、中国にかつて存在した郡。牂柯郡とも書かれる。漢代から隋代にかけて、現在の貴州省や雲南省にまたがる地域に設置された。

## 概要
紀元前111年（元鼎6年）、牂牁郡が立てられた。前漢の牂牁郡は益州に属し、故且蘭・鄨・平夷・夜郎・毋斂・同並・談指・談藁・漏江・毋単・宛温・鐔封・漏臥・西随・進桑・句町・都夢の17県を管轄した。王莽のとき、同亭郡と改められた。
後漢が建てられると、牂牁郡の称にもどされた。後漢の牂牁郡は故且蘭・鄨・平夷・夜郎・毋斂・同並・談指・談藁・漏江・毋単・宛温・鐔封・漏臥・西随・進桑・句町の16県を管轄した。
晋のとき、牂牁郡は益州に属し、万寿・且蘭・夜郎・毋斂・並渠・談指・鄨・平夷の8県を管轄した。303年（太安2年）、牂牁郡は寧州の属郡とされた。338年（咸康4年）、牂牁郡は安州の属郡に移されたが、まもなく寧州の属郡にもどされた。
南朝宋のとき、牂牁郡は寧州に属し、万寿・且蘭・毋斂・晋楽・丹南・新寧の6県を管轄した。
南朝斉のとき、寧州に南牂牁郡が置かれ、南牂牁郡は万寿・且蘭・毋斂・晋楽・丹南・新寧の6県を管轄した。
583年（開皇3年）、隋が郡制を廃すると、牂牁郡は廃止されて、牂州に編入された。607年（大業3年）に州が廃止されて郡が置かれると、牂州は牂牁郡と改称された。牂牁郡は牂牁・賓化の2県を管轄した。
620年（武徳3年）、唐が謝龍羽を帰順させると、牂牁郡は牂州と改められ、牂牁郡の呼称は姿を消した。